# Platyzoa
Platyzoa este un grup de nevertebrate prostomiate, propus de Thomas Cavalier-Smith în 1998. Aceste taxon include animale ciliate nesegmentate acelomate sau pseudocelomate și fără sistem circulator. Denumirea grupul provine de la faptul că majoritatea încrengăturilor incluse sunt animale viermiforme cu corp aplatizat, deși sunt și excepții - rotiferele.